# 安達頼景
安達 頼景（あだち よりかげ）は、鎌倉時代中期の鎌倉幕府の御家人。安達氏の一族で、安達義景の次男。安達泰盛の兄。

## 経歴
頼景の2歳年下の弟泰盛が、当初から安達氏の嫡男が継承する「九郎」を名乗っている事から、頼景は庶兄であったと思われる。
建長4年（1252年）、宗尊親王の鎌倉入りを朝廷に伝える使者を務め、翌建長5年（1253年）に25歳で泰盛と共に幕府の引付衆となる。この年の6月に父義景が死去している。正嘉（1257年）には丹後守となり、安達氏の家督である秋田城介の継承候補からは外されている。
弘長3年（1263年）、宗尊親王と深い繋がりがあり、後藤基政と共に六波羅探題評定衆に転出。同年11月の北条時頼の死去に伴い出家。文永9年（1272年）の二月騒動に連座して関東に召し出され、所領二ヵ所を没収された。
弘安8年（1285年）の霜月騒動で安達一族が滅ぼされたが、頼景は泰盛に属さなかったのか難を逃れている。正応5年（1292年）、64歳で死去。